# Vipera albicornuta
Vipera albicornuta — вид отруйної змії родини гадюкові (Viperidae). Вид є ендеміком Ірану, де зустрічається у гірській місцевості на півночі країни лише у провінції Зенджан.

## Опис
Тіло завдовжки 66 см. Голова чітко відмежовується від шиї. Надочні щитки відділені від очей рядом дрібних лусок. Спина забарвлена у сіро-коричневий колір з темним зигзагоподібним малюнком, хвіст чорний. Черево темне із світлими плямами.